# Горчица (растение)
Горчи́ца, или Сина́пис (лат. Sinápis) — род растений семейства Капустные (Brassicaceae).
Название рода Sinapis происходит от греч. σίνος (sinos) — «вред» и ὄψις (opsis) — «зрение», так как при растирании семян с водой выделяется эфирное горчичное масло, которое вызывает слезотечение.
Некоторые растения, имеющие в своём названии слово «горчица», — например, Горчица сарептская (Brassica juncea), Горчица чёрная (Brassica nigra), — не относятся к роду Горчица, хотя входят в то же семейство.

## Биологическое описание

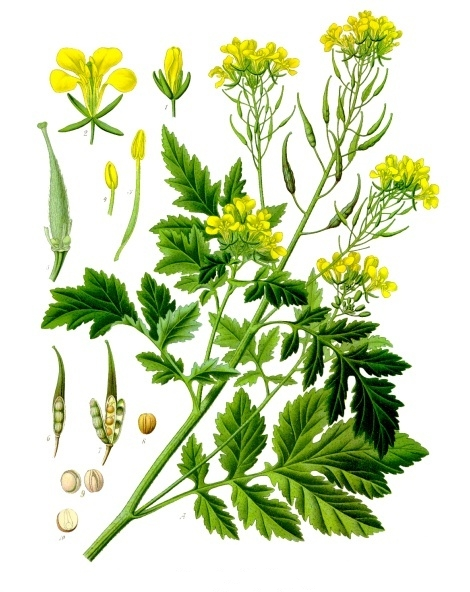
Горчица белая.

Однолетние травянистые растения с цельными или лировидными листьями.
Чашелистики отстоящие. Лепестки жёлтые, отгиб обратно-овальный, ноготок короче отгиба. Внутри, у основания коротких тычинок по одной почковидной или прямоугольной медовой желёзке и по одной языковидной желёзке перед каждой парой длинных тычинок. Завязь сидячая. Столбик постепенно переходит в носик зева. Рыльце большое, слегка двухлопастное.
Плод — двустворчатый стручок с длинным, немного сжатым с боков или обоюдоострым (мечевидным) носиком. Створки стручка с 3—5 (7) продольными жилками, твёрдые, выпуклые, бугорчатые. Перегородка толстоватая, с очень толстостенными, многоугольными стенками эпидермиса. Семена расположены в один ряд, шаровидные. Семядоли двулопастные, корешок зародыша лежит в желобке, образованном сложенными вдоль семядолями. Волоски простые.

## Распространение и экология
Родиной горчицы считается Азия.

## Химический состав растительного сырья
Семена содержат 35 % жирного масла (Oleum sinapis) и приблизительно 1 % эфирного аллилового масла (О. sinapis aelberum). Действующая составляющая — гликозид синальбин и калийная соль мироновой кислоты.

## Применение
Горчицей засеивают поля и гряды после сбора урожая, а затем заделывают её в почву как сидерат.
Из семян горчицы производят горчичное масло.
Горчичное семя используется в консервировании овощей, грибов, рыбы, в приготовлении овощных блюд, мясных супов, фаршей.
Горчичный порошок употребляется в фармацевтике для изготовления горчичников, для ножных ванн (при простудных заболеваниях), в кулинарии — при приготовлении говядины и свинины, различной дичи, холодных и горячих соусов и подлив. Но самое большое количество семян используется для производства горчицы.

## Классификация

### Таксономия[1]
Sinapis L., 1753, Sp. Pl. : 668
Род Горчица относится к семейству Капустные (Brassicaceae) порядка Капустоцветные (Brassicales). Кладограмма в соответствии с Системой APG IV по состоянию на июнь 2023 года:
|  |                                      |  |                                   |                                   |                     |  | ещё 16 семейств |              |              |                                                           |
|  |                                      |  |                                   |                                   |                     |  |                 |              |              | 4 подтвержденных вида и 19 видов, ожидающих подтверждения |
|  |                                      |  |                                   | порядок Капустоцветные            |                     |  |                 |              | род Горчица  |                                                           |
|  |                                      |  |                                   | порядок Капустоцветные            |                     |  |                 |              | род Горчица  |                                                           |
|  | отдел Цветковые, или Покрытосеменные |  |                                   |                                   | семейство Капустные |  |                 |              |              |                                                           |
|  | отдел Цветковые, или Покрытосеменные |  |                                   |                                   |                     |  |                 |              |              |                                                           |
|  |                                      |  | ещё 63 порядка цветковых растений | ещё 63 порядка цветковых растений |                     |  |                 | ещё 354 рода | ещё 354 рода |                                                           |
|  |                                      |  |                                   | ещё 63 порядка цветковых растений |                     |  |                 |              | ещё 354 рода |                                                           |

### Виды
- Sinapis alba L. typus[2] — Горчица белая, или Горчица английская
- Sinapis arvensis L. — Горчица полевая, или Горчица дикая
- Sinapis flexuosa Poir.
- Sinapis pubescens L.